# Служба військової розвідки Данії
Служба військової розвідки Данії (дан. Forsvarets Efterretningstjeneste, дос. «розвідувальна служба оборони», FE) — розвідувальна служба Данії, відповідальна за зовнішню розвідку держави. Також виконує функції воєнної розвідки збройних сил Данії. Структурний підрозділ Міністерства оборони, підзвітний міністру оборони країни. Місце розташування — Кастеллет (Копенгаген).
Збирає, аналізує та поширює інформацію про умови, важливі для безпеки Данії та безпеки данських військових підрозділів, які виконують міжнародні місії. Розвідувальна діяльність служби включає збір інформації, що становить політичний, фінансовий, науковий і військовий інтерес.
Тісно співпрацює з Розвідувальною службою поліції — розвідувальним підрозділом поліції Данії та з підрозділом радіоелектронної розвідки розвідувального полку Королівської армії Данії.

## Історія
Поточна назва та штатна організація датуються 1 жовтня 1967 року, коли указом Міністерства оборони Управління розвідки штабу збройних сил Данії (дан. Forsvarsstabens Efterretningsafdeling) було виділено зі Штабу збройних сил Данії (дан. Forsvarsstaben) в окремий самостійний орган, віднесений безпосередньо до складу Міністерства оборони.

Перший начальник об'єднаної розвідувальної служби Ганс Лундінг, 1950—1963 рр.

Початки організації сягають створеного в 1911 році Відділу розвідки Генерального штабу (дан. Generalstabens Efterretningssektion) та створеного в 1920-х роках Відділу розвідки військово-морського штабу (дан. Marinestabens Efterretningssektion), який діяв у Першу і Другу світові війни. Під час перебудови данських збройних сил після вступу Данії до НАТО ці дві розвідувальні служби 1 жовтня 1950 року об'єдналися у Відділ розвідки штабу збройних сил як підрозділ новоствореного об'єднаного військового штабу Данії — Штабу збройних сил.
Немає точності у питанні виникнення данської воєнної розвідки. В одній із небагатьох історій данської воєнної розвідки згадується 1911 рік. Однак роком заснування воєнної розвідки вважається також 1903 рік.
Під час холодної війни воєнна розвідка, а також розвідувальний відділ поліції вистежували та облікували діяльність лівого крила данського політичного спектру, комуністів і пацифістів. Серед пізніших організацій і осіб у полі зору данської воєнної розвідки опинялися вітчизняні діячі Інтернаціоналу противників війни, учасники Данської кампанії проти ядерної зброї та члени Спілки відмовників за ідейними міркуваннями.
У серпні 2020 року керівника Служби військової розвідки Данії Ларса Фіндсена змістили з посади «на час» і також відсторонили двох інших співробітників після того, як з'ясувалося, що розвідувальне агентство порушило закони та ввело в оману орган нагляду за розвідкою. Агентство з 2014 по 2020 рік шпигувало за громадянами Данії.. Розслідування було розпочато на підставі одержаної інформації від таємних агентів. Розвідку звинувачують у нерозслідуванні шпигунства у збройних силах, а також в отриманні та передачі інформації про громадян Данії. Агентство також звинувачують у приховуванні правопорушень і неінформуванні наглядового органу. У грудні 2021 року Фіндсена та трьох інших заарештували та звинуватили в розголошенні секретної інформації. 13 грудня 2021 року, через п'ять днів після арешту Фіндсена, комісія, якій доручено розслідувати звинувачення, що призвели до відсторонення, не виявила за розвідувальним агентством та його співробітниками будь-яких правопорушень.
Міністр оборони Тріне Брамсен заявила, що за цими заявами буде розпочато розслідування. Вона зазначила, що розслідування буде проведено «з максимальною серйозністю»: «Для мене важливо підкреслити, що боротьба із загрозами проти Данії не повинна припинятися, поки триває розслідування». Каспар Вестер із данського новинного сайту OLFI в інтерв'ю BBC сказав: «Наглядове агентство припускає, що Ларс Фіндсен брав активну участь у приховуванні інформації або навіть навмисному дезінформуванні наглядового агентства. Той факт, що голова Служби військової розвідки Данії є добровільним учасником обходу агентства, покликаного притягувати його власну розвідувальну службу до юридичної відповідальності, приголомшує і має викликати серйозне занепокоєння у міністра». Вестер сказав, що розслідування буде спрямовано на те, щоб виявити як трапився скандал і як довго він триває.
У травні 2021 року повідомлялося, що Служба військової розвідки Данії у співробітництві з Агентством національної безпеки (АНБ) прослуховувала чільних політиків, урядовців і державні структури деяких країн ЄС, що призвело до широкої негативної реакції серед держав ЄС і вимог пояснення від урядів Данії та США. Станом на серпень 2022 року з двох обвинувачених було знято висунуті їм звинувачення, водночас Фіндсен залишився звинуваченим і відстороненим від посади.